# Koljeno, Rožaje
Koljeno este un sat din comuna Rožaje, Muntenegru. Conform datelor de la recensământul din 2003, localitatea are 630 de locuitori (la recensământul din 1991 erau 599 de locuitori).

## Demografie
În satul Koljeno locuiesc 411 persoane adulte, iar vârsta medie a populației este de 28,9 de ani (27,7 la bărbați și 30,2 la femei). În localitate sunt 117 gospodării, iar numărul mediu de membri în gospodărie este de 5,38.
|  |

| Demografie | Demografie | Demografie |
| An         | Locuitori  | Locuitori  |
| ---------- | ---------- | ---------- |
|            |            |            |
|            |            |            |
|            |            |            |
|            |            |            |
| 1948       | 290        |            |
| 1953       | 351        |            |
| 1961       | 432        |            |
| 1971       | 404        |            |
| 1981       | 489        |            |
| 1991       | 599        | 570        |
| 2003       | 741        | 630        |

| \| Componența etnică conform recensământului din 2003[2] \| Componența etnică conform recensământului din 2003[2] \| Componența etnică conform recensământului din 2003[2] \| Componența etnică conform recensământului din 2003[2] \| Componența etnică conform recensământului din 2003[2] \| \| ----------------------------------------------------- \| ----------------------------------------------------- \| ----------------------------------------------------- \| ----------------------------------------------------- \| ----------------------------------------------------- \| \| \| \| \| \| \| \| Bosniaci \| Bosniaci \| \| 453 \| 71,9% \| \| Musulmani \| Musulmani \| \| 123 \| 19,52% \| \| Albanezi \| Albanezi \| \| 50 \| 7,93% \| \| Muntenegreni \| Muntenegreni \| \| 3 \| 0,47% \| \| Sârbi \| Sârbi \| \| 1 \| 0,15% \| \| necunoscută \| necunoscută \| \| 0 \| 0% \| |              |  |     |        |
| Componența etnică conform recensământului din 2003 |              |  |     |        |
| |              |  |     |        |
| Bosniaci | Bosniaci     |  | 453 | 71,9%  |
| Musulmani | Musulmani    |  | 123 | 19,52% |
| Albanezi | Albanezi     |  | 50  | 7,93%  |
| Muntenegreni | Muntenegreni |  | 3   | 0,47%  |
| Sârbi | Sârbi        |  | 1   | 0,15%  |
| necunoscută | necunoscută  |  | 0   | 0%     |